# Gouvernement Sabri Yaakob
Malaisie
Muhyiddin Anwar
Le gouvernement Sabri Yaakob est le gouvernement de la Malaisie du 21 août 2021 au 24 novembre 2022, sous la 14e législature de la Dewan Rakyat.
Le gouvernement est dirigé par Ismail Sabri Yaakob, après la démission de Muhyiddin Yassin au pouvoir depuis mars 2020. Sabri Yaakob est le troisième Premier ministre depuis 2018.

## Contexte

### Crise gouvernementale
Le 1er mars 2020, le Parti indigène uni de Malaisie (BERSATU) s'est retiré de l'alliance Pakatan Harapan (PH), déclenchant une crise politique qui a conduit Muhyiddin Yassin, président du parti, à devenir le huitième Premier ministre du pays. Il succède au gouvernement de Mahathir Mohamad.
La poursuite de la pandémie de COVID-19 était la principale préoccupation du gouvernement nouvellement formé par Muhyiddin. L'Organisation mondiale de la santé (OMS) a félicité le gouvernement pour avoir géré avec succès la première vague de l'épidémie. Cependant, en 2021, ce dernier a été critiqué par le public pour ce qui aurait été une mauvaise gestion des deuxième et troisième vagues de l'épidémie.
L'Organisation nationale des Malais unis (UMNO), qui avait le plus de sièges au gouvernement mais ne le dirigeait pas, et s'est engagé dans un conflit interne avec BERSATU. Le 8 juillet 2021, puis de nouveau le 3 août, l'UMNO a d'abord déclaré qu'elle ne soutiendrait plus le gouvernement de Muhyiddin,. Muhyiddin Yassin a démissionné de son poste de Premier ministre le 16 août après avoir perdu sa majorité,.
Le 20 août, le roi Abdullah Shah a nommé Ismail Sabri Yaakob, à l'époque vice-Premier ministre et vice-président de l'UMNO, comme Premier ministre. Une fois que le roi s'est assuré qu'Ismail Sabri avait gagné une majorité à la Dewan Rakyat - 114 des 220 députés étaient personnellement venus rencontrer le roi pour exprimer leur soutien à Ismail Sabri - la nomination a été faite,. Ismail Sabri a été officiellement assermenté devant le roi à Istana Negara le lendemain soir.

## Historique

### Nomination et formation
Ismail Sabri Yaakob est le troisième Premier ministre de la Malaisie depuis 2018.
Cette nomination, qui intervient pendant que le pays est confronté à une situation sanitaire et économique tendue, est controversée : une pétition de protestation a récolté plus de 350 000 signatures en quelques jours. Il lui est notamment reproché son manque de légitimité démocratique, alors qu'il doit sa nomination au roi et que les dernières élections avaient conduit à une défaite de son parti.
Le 27 août 2021, Ismail Sabri a annoncé son cabinet de 32 ministres et 38 vice-ministres. Le poste de vice-Premier ministre est resté vacant. Au lieu de cela, les ministres principaux suppléeront le Premier ministre en son absence si une telle nécessité se présente. Les nouveaux ministres et vice-ministres ont prêté serment à 14h30 le 30 août 2021, un jour avant la célébration du jour de l'indépendance dans le pays.

## Composition
| Portrait                                 | Fonction                                                                 | Titulaire | Titulaire                         | Parti          |
| ---------------------------------------- | ------------------------------------------------------------------------ | --------- | --------------------------------- | -------------- |
|                                          | Premier ministre                                                         |           | Ismail Sabri Yaakob               | BN (UMNO)      |
| Ministres principaux                     |                                                                          |           |                                   |                |
|                                          | Ministre principal chargé du Commerce international et de l'Industrie    |           | Azmin Ali (en)                    | PN (BERSATU)   |
|                                          | Ministre principal chargé de la Défense                                  |           | Hishammuddin Hussein (en)         | BN (UMNO)      |
|                                          | Ministre principal chargé du Travail                                     |           | Fadillah Yusof (en)               | GPS (PBB (ms)) |
|                                          | Ministre principal chargé de l'Éducation                                 |           | Radzi Jidin (en)                  | PN (BERSATU)   |
| Ministres au Cabinet du Premier ministre |                                                                          |           |                                   |                |
|                                          | Ministre au Cabinet du Premier ministre, chargé de l'Économie            |           | Mustapa Mohamed (en)              | PN (BERSATU)   |
|                                          | Ministre au Cabinet du Premier ministre, chargé des Fonctions spéciales  |           | Abdul Latiff Ahmad (en)           | PN (BERSATU)   |
|                                          | Ministre au Cabinet du Premier ministre, chargé du Parlement et du Droit |           | Wan Junaidi Tuanku Jaafar (en)    | GPS (PBB (ms)) |
|                                          | Ministre au Cabinet du Premier ministre, chargé des Affaires religieuses |           | Idris Ahmad (en)                  | PN (PAS)       |
|                                          | Ministre au Cabinet du Premier ministre, chargé de Sabah et du Sarawak   |           | Maximus Ongkili (en)              | GRS (PBS (en)) |
| Ministres                                |                                                                          |           |                                   |                |
|                                          | Ministre des Finances                                                    |           | Tengku Zafrul Aziz (en)           | BN (UMNO)      |
|                                          | Ministre de l'Intérieur                                                  |           | Hamzah Zainudin (en)              | PN (BERSATU)   |
|                                          | Ministre de l'Environnement et de l'Eau                                  |           | Tuan Ibrahim                      | PN (PAS)       |
|                                          | Ministre des Territoires fédéraux                                        |           | Shahidan Kassim (en)              | PN (PAS)       |
|                                          | Ministre des Transports                                                  |           | Wee Ka Siong (en)                 | BN (MCA)       |
|                                          | Ministre de l'Agriculture des industries alimentaires                    |           | Ronald Kiandee (en)               | GRS (BERSATU)  |
|                                          | Ministre de la Santé                                                     |           | Khairy Jamaluddin (en)            | BN (UMNO)      |
|                                          | Ministre du Tourisme, des Arts et de la Culture                          |           | Nancy Shukri                      | GPS (PBB (ms)) |
|                                          | Ministre du Logement et des collectivités locales                        |           | Reezal Merican Naina Merican (en) | BN (UMNO)      |
|                                          | Ministre de la Jeunesse et des sports                                    |           | Ahmad Faizal Azumu (en)           | PN (BERSATU)   |
|                                          | Ministre des Affaires étrangères                                         |           | Saifuddin Abdullah (en)           | PN (BERSATU)   |
|                                          | Ministre de l'Enseignement supérieur                                     |           | Noraini Ahmad (en)                | BN (UMNO)      |
|                                          | Ministre du Commerce intérieur et de la consommation                     |           | Alexander Nanta Linggi (en)       | GPS (PBB (ms)) |
|                                          | Ministre du Développement rural                                          |           | Mahdzir Khalid (en)               | BN (UMNO)      |
|                                          | Ministre de la Science, de la Technologie et de l'Innovation             |           | Adham Baba (en)                   | BN (UMNO)      |
|                                          | Ministre de l'Énergie et des Ressources naturelles                       |           | Takiyuddin Hassan (en)            | PN (PAS)       |
|                                          | Ministre des Industries de plantation et des produits de base            |           | Zuraida Kamaruddin (en)           | PBM            |
|                                          | Ministre de la Femme, de la famille et du développement communautaire    |           | Rina Harun (en)                   | PN (BERSATU)   |
|                                          | Ministre de l'Unité nationale                                            |           | Halimah Mohamed Sadique (en)      | BN (UMNO)      |
|                                          | Ministre de la Communication et du Multimédia                            |           | Annuar Musa (en)                  | BN (UMNO)      |